# Karina Orellana
Karina Andrea Orellana Rojas (ur. 3 listopada 1993) – chilijska judoczka. 
Startowała w Pucharze Świata w latach 2013, 2014, 2016, 2017 i 2019. Zajęła siódme miejsce na igrzyskach Ameryki Południowej w 2014. Brązowa medalistka igrzysk boliwaryjskich w 2013 i 2017 roku.